# Тајвански серов
Тајвански серов (лат. Capricornis swinhoei) је сисар из реда папкара (Artiodactyla). 

## Распрострањење
Ареал тајванског серова покрива једну државу. Присутна је у Кини, али само на острву Тајван.

## Станиште
Станишта тајванског серова су шуме, планине, планинска тундра и травна подручја.

## Начин живота
Исхрана тајванског серова укључује траву, гранчице и воће. 

## Угроженост
Ова врста је наведена као последња брига, јер има широко распрострањење и честа је врста.